# USS O-2 (1918)
USS O-2 (SS-63) was een Amerikaanse onderzeeboot van de O-klasse gebouwd door de Amerikaanse marinewerf in Bremerton. De boot werd op 19 oktober 1918 in dienst genomen, door Amerikaanse marine, onder commandant Kltz. F. T. Chew. De boot is gebouwd voorafgaand aan de Amerikaanse deelname aan de Eerste Wereldoorlog, maar kwam pas gedurende de laatste maanden van de Eerste Wereldoorlog in dienst. In 1931 werd de boot overgeplaatst van New London naar Philadelphia waar de boot in reserve werd geplaatst. Na het uitbreken van de Tweede Wereldoorlog werd de boot weer in dienst genomen om benamingen voor Amerikaanse onderzeeboten te trainen. Na de uit dienst name in 1945 werd de boot nog datzelfde jaar verkocht op 16 november.